# Dove il mondo non c'è più
Dove il mondo non c'è più è una canzone scritta ed interpretata da Francesco Renga, ed è il terzo singolo estratto dal secondo album da solista di Renga Tracce, pubblicato nel 2002.

## Il brano
Parlando di Dove il mondo non c'è più, Francesco ha detto che racconta di un uomo che sogna di volare, intendendo il volo come fuga dalla realtà.. Il brano è stato il primo ad essere scritto per l'album, ed è stato uno dei possibili titoli del disco, prima che si scegliesse il più sintetico Tracce.

## Il video
Il video prodotto per Dove il mondo non c'è più inizia con una inquadratura di un bosco, nel quale Renga, sdraiato sull'erba, interpreta il brano. In seguito la scena si sposta in numerose location interne ed esterne. Alternate alle scene del cantante, si segue tramite brevi vignette la vita di un uomo, fin dalla primissima infanzia, all'adolescenza, al matrimonio ed infine alla vecchiaia.